# Carroll L. Beedy

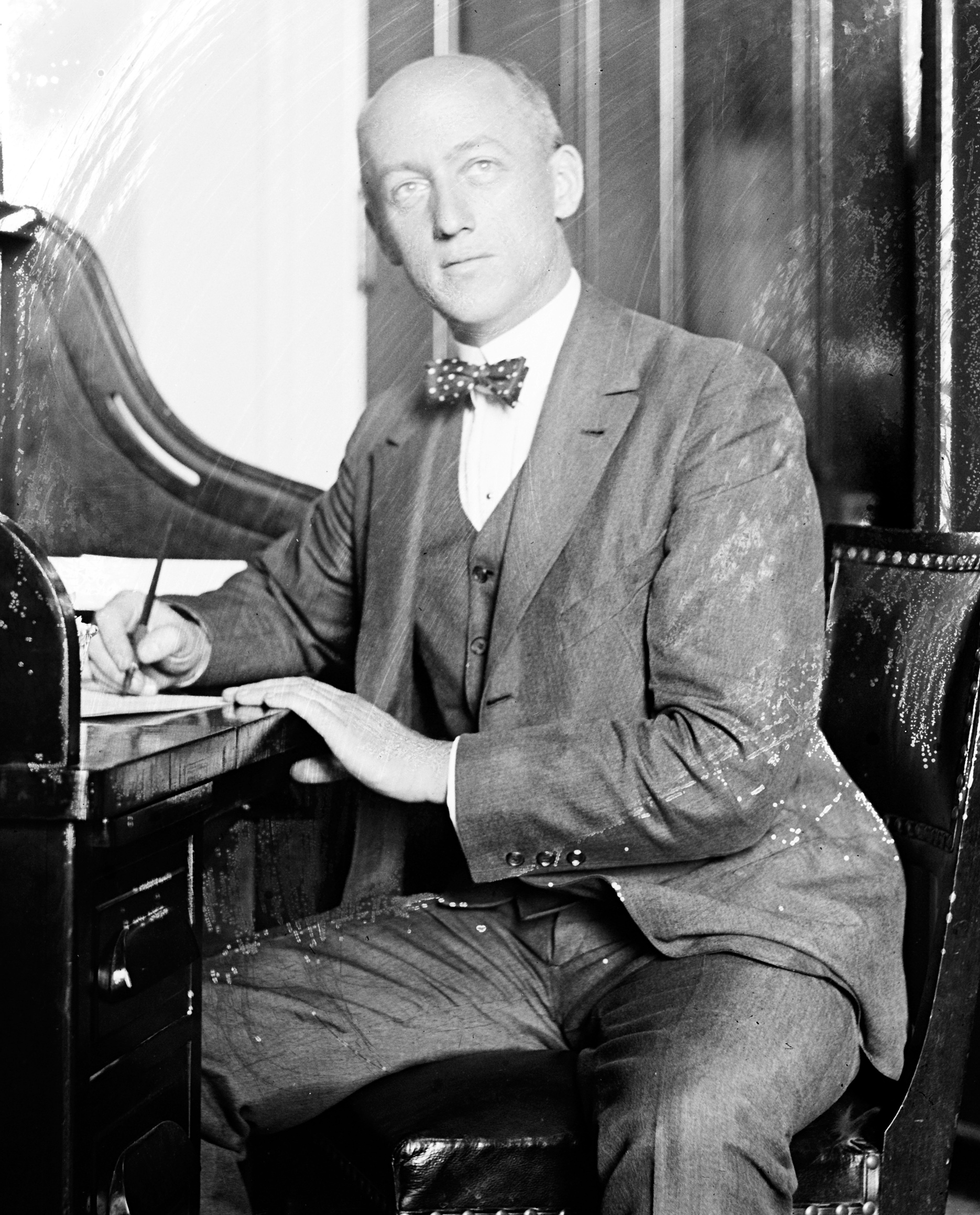
Carroll L. Beedy

Carroll Lynwood Beedy (* 3. August 1880 in Phillips, Franklin County, Maine; † 30. August 1947 in Washington, D.C.) war ein US-amerikanischer Politiker. Zwischen 1921 und 1935 vertrat er den Bundesstaat Maine im US-Repräsentantenhaus.

## Werdegang
Carroll Beedy besuchte die öffentlichen Schulen in Lewiston. Dort absolvierte er im Jahr 1903 auch das Bates College. Nach einem anschließenden Jurastudium an der Yale University und seiner im Jahr 1906 erfolgten Zulassung als Rechtsanwalt begann er in Portland in seinem neuen Beruf zu arbeiten. Zwischen 1917 und 1921 war Beedy Bezirksstaatsanwalt im Cumberland County.
Beedy war Mitglied der Republikanischen Partei. Bei den Kongresswahlen des Jahres 1920 wurde er im ersten Wahlbezirk von Maine in das US-Repräsentantenhaus in Washington gewählt. Dort trat er am 4. März 1921 die Nachfolge von Louis B. Goodall an, der nicht mehr kandidiert hatte. Nach sechs Wiederwahlen konnte Beedy bis zum 3. Januar 1935 insgesamt sieben zusammenhängende Legislaturperioden im Kongress absolvieren. Zwischen 1923 und 1927 war er Vorsitzender des Committee on Mileage. Außerdem war er von 1925 bis 1927 Mitglied im Ausschuss zur Kontrolle der Ausgaben des Arbeitsministeriums. Zwischen 1927 und 1931 gehörte Beedy auch dem Committee on Elections No. 1 an.
Während seiner Zeit im US-Repräsentantenhaus wurden dort im Jahr 1933 der 20. und der 21. Verfassungszusatz beraten und verabschiedet. Dabei ging es um die Änderung der Amtszeiten von Präsident und Kongress sowie um die Aufhebung des Alkoholverbots von 1919. Seine letzten Jahre im Repräsentantenhaus waren von der Weltwirtschaftskrise bestimmt. Bei den Wahlen des Jahres 1934 unterlag Beedy dem Demokraten Simon M. Hamlin. Nach seinem Ausscheiden aus dem Kongress arbeitete Beedy in Washington als Anwalt. Dort ist er am 30. August 1947 auch verstorben.